# Scheepsjongen
Een scheepsjongen of ketelbink is een jongen van ongeveer 12 tot 17 jaar, die op een schip werkt als manusje-van-alles. 
Voor wat betreft een land als Nederland kwam dit voor in de scheepvaart van vóór de 20e eeuw. De arbeidswetgeving verbiedt sinds het Kinderwetje van Van Houten in 1874 de inzet van kinderen jonger dan twaalf jaar. Meisjes als zeelui waren altijd al ongebruikelijk.

## Achtergrond

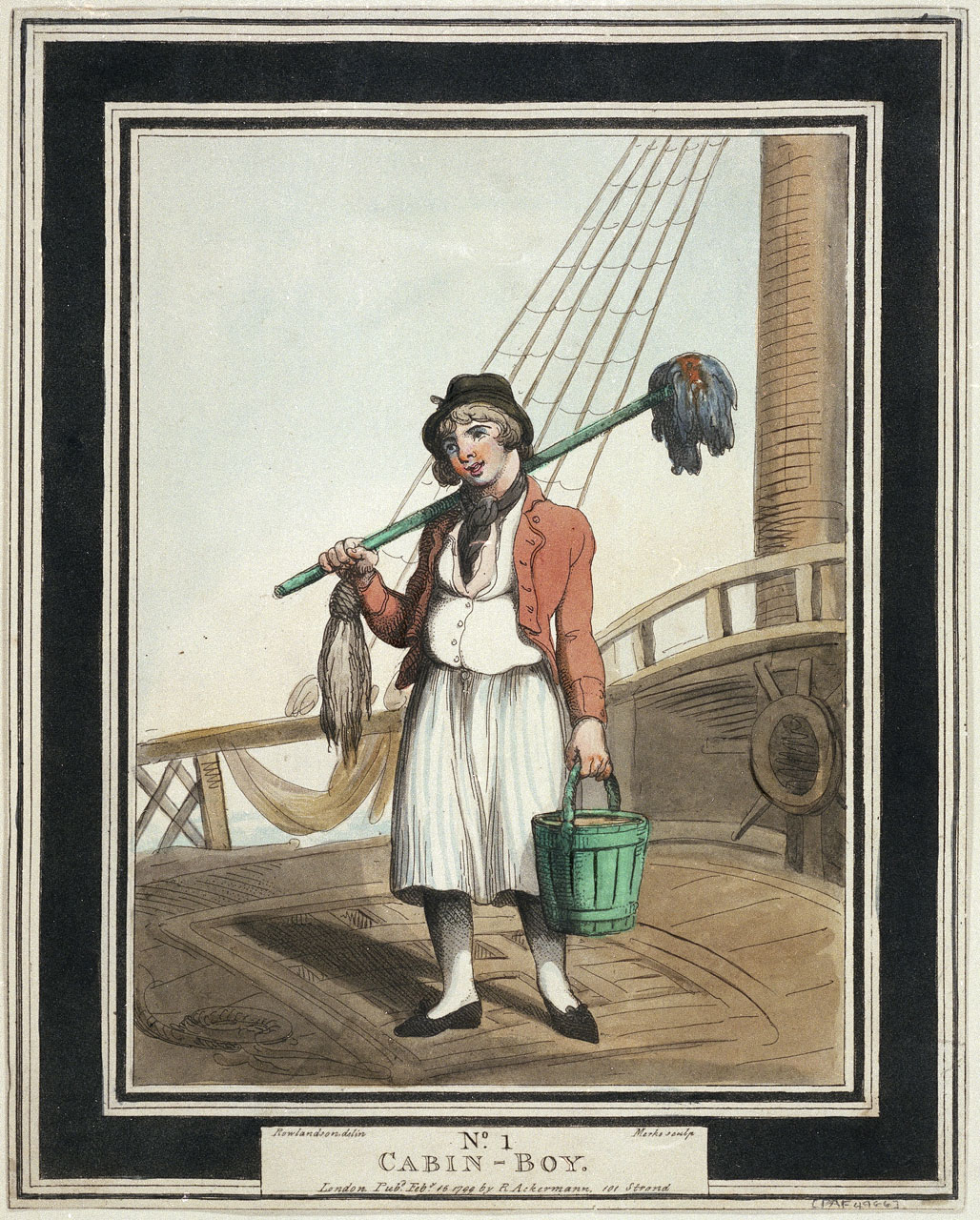
Schilderij uit 1799 dat een scheepsjongen uitbeeldt

Een scheepsjongen had vaak nauwelijks onderwijs gevolgd. Hij stond onder aan de scheepshiërarchie en moest alle orders van iedereen accepteren. Vaak werden de scheepsjongens in het begin zelfs min of meer ontgroend door de oudere matrozen, waarbij het er ongetwijfeld harder aan toe zal zijn gegaan dan de jongensboeken vermelden (als ze er al iets over zeggen). De afwezigheid van vrouwen leidde tot noodhomoseksualiteit, waarbij de matrozen bij gebrek aan vrouwen seksuele relaties met andere mannen aangingen. Scheepsjongens waren hierbij een makkelijk doelwit want ze zagen er het minst mannelijk uit en waren het minst weerbaar. Dit stond echter bekend als sodomie of de 'dwaze zonde'. Wie hierop betrapt werd kon rekenen op zware straffen, inclusief de doodstraf, die ook de scheepsjongen kon krijgen. De bemanning bestond vaak uit rapalje: criminelen die aan hun veroordeling trachtten te ontsnappen of figuren die niet wilden deugen in de maatschappij. De V.O.C. had mannen nodig en was niet kieskeurig. Toch is er minstens één beroemd voorbeeld: De latere admiraal Michiel de Ruyter begon op elfjarige leeftijd als hoogbootsmansjongen en was op zijn vijftiende al onderofficier.
Op grotere reizen deelde ook de scheepsjongen in de ellende die de schepelingen trof: scheurbuik, gewond raken door een Spaanse kogel of inlandse speer, ondervoeding, besmettelijke ziektes. Het leven op zee was eentonig en smerig. Wie de Oost haalde mocht van geluk spreken en moest dan ook nog terug. Het was geen wonder dat veel scheepsgezellen niet meer terug wilden en na oponthoud op een tropisch eiland niet meer aan boord kwamen.

## In verhalen
Scheepsjongens spelen vaak een belangrijke rol in jongensboeken. Vaak gaan deze verhalen over intelligente jongens uit gewone gezinnen in een havenstad die dromen van verre landen en daarom naar zee willen. Op school krijgen ze daarom vaak problemen en ook werken wil niet lukken. Uiteindelijk zijn ze oud genoeg en gaan ze naar zee. Daar worden ze eerst wel wat geplaagd door de oudere opvarenden, maar de schipper bemerkt hun vlugge geest en heeft grote plannen met ze. Meteen of na een aantal kleinere reizen maakt de scheepsjongen een "Grote Reis" naar de Goudkust, Brazilië, Amerika of Indië, waar hem en zijn schip een "Grote Ramp" overkomt. Uiteindelijk weten ze de gevaren te overwinnen en keert de jongen, volwassen en wereldwijs geworden, terug naar zijn ouders.
Bekende voorbeelden van dergelijke verhalen zijn Scheepsmaat Woeltje van K. Norel en De scheepsjongens van Bontekoe van Johan Fabricius.

## Populaire romans, boeken en liederen

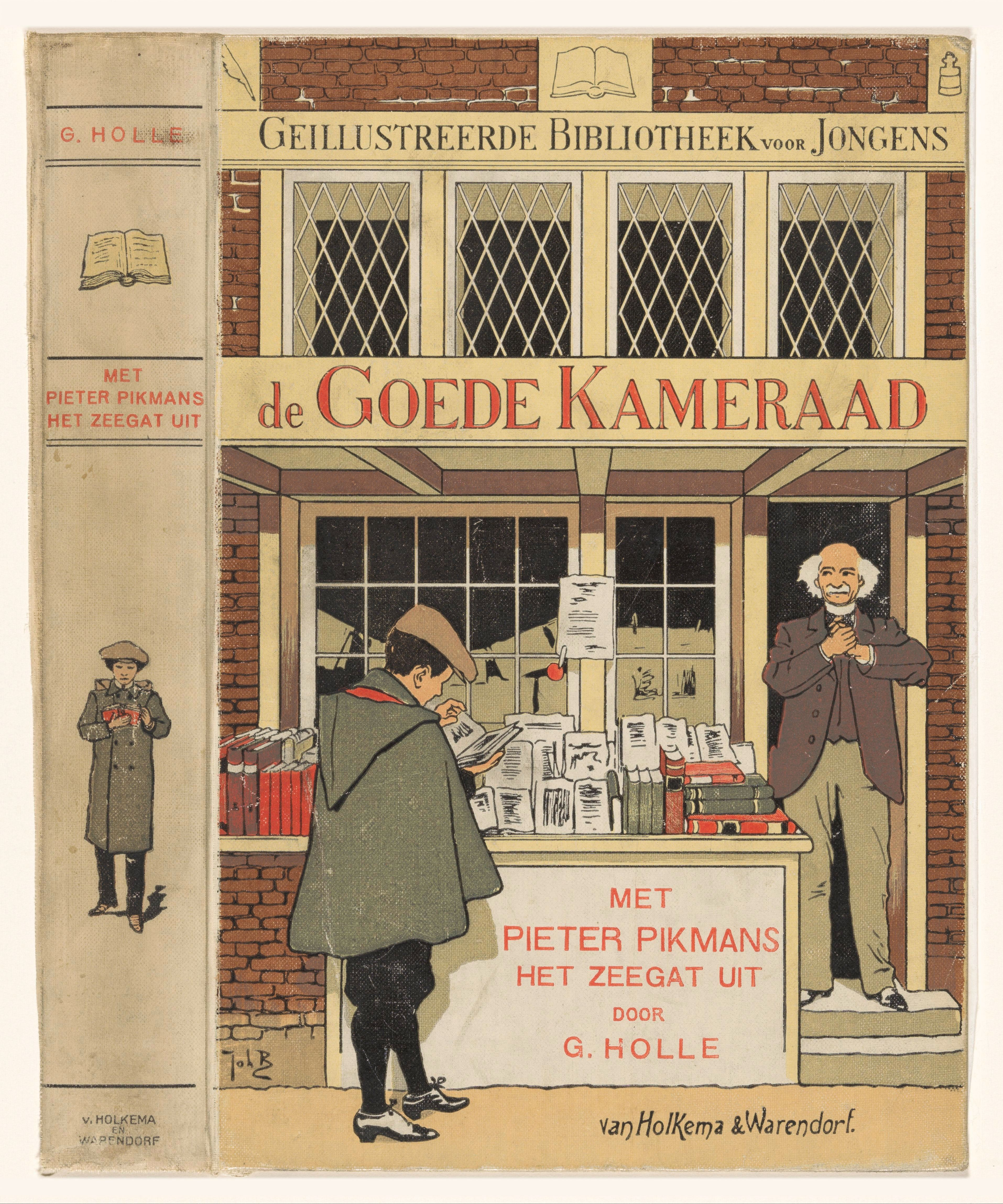
Boekomslag gebruikt voor
Met Pieter Pikmans het zeegat uit door Geert Holle
(mogelijk is dit de eerste editie uit 1915).

- Cori, de scheepsjongen, een strip van Bob De Moor.
- De scheepsjongens van Bontekoe, een jeugdboek van Johan Fabricius uit 1922.
- Scheepsmaat Woeltje, een jeugdboek van Klaas Norel uit 1948.
- Schateiland, roman van Robert Louis Stevenson uit 1883.
- Paddeltje; De scheepsjongen van Michiel de Ruyter, jeugdboek van Johan H. Been uit 1908.
- Met Pieter Pikmans het zeegat uit, jeugdboek van Geert Holle uit 1915, tweede druk in 1935, 3e druk in 1969.
- Pedro van de Santa Maria, jeugdboek van Florence L. Barclay.
- De scheepsjongen, jeugdboek van John Boyne, 2008, ISBN 9789089900012.
- Krijn Touw; De scheepsjongen van Abel Tasman, jeugdboek van G.K. de Wilde (pseud. van G.K. Dreijer) uit 1927.
- Ketelbinkie, een jeugdboek van Anthony van Kampen uit 1946
- Ketelbinkie, een smartlap van Anton Beuving uit 1940.